# Helius gorokanus
Helius gorokanus là một loài ruồi trong họ Limoniidae. Chúng phân bố ở miền Australasia.